# Іоанн III (герцог Амальфійський)
Іоанн III (†1069) — герцог Амальфійський у три різні періоди часу (1029—1034), (1038—1039), (1052—1069), старший син герцога Амальфійського Сергія III та його дружини Марії, що була дочкою князя Беневентського Пандульфа II та сестрою князя Капуанського Пандульфа IV.
Сергій III призначив Іоанна співправителем, проте у 1028 Марія за намовою Пандульфа IV змістила їх обох на користь молодшого сина Мансо. Сергій III разом з Іоанном утекли до Константинополя. У 1029 Іоанн повернувся та змістив Марію та Мансо III, проте через 4 роки він був змушений втекти до Неаполя. Марія та Мансо за допомогою Пандульфа IV повернули собі владу.
У 1038 імператор Священної Римської імперії Конрад II змістив Пандульфа IV, що дало змогу Іоанну знову повернутись до Амальфі, де він осліпив Мансо та вислав його на острів Сирена. Іоанн III призначив Марію співправителем. Жорстокість Іоанна призвела до бунту мешканців Амальфі, які усунули його та Марію з престолу, та запропонували владу в герцогстві князю Салернському Гваймару IV. Гваймар призначив Мансо грецогом під сюзеренітетом Салерно. У 1052 мешканці Амальфі збунутвались проти високих поборів салернітанців, змістили Мансо III, що дало змогу Іоанну повернути престол. Він вів військові дії з салернітанцями, у 1055 схвалив charta iudicii (документ, що стосувався судочинства).
Його престол спадкував син Сергій.